# Эберкромби, Джулия
Леди Джулия Эберкромби (англ. Julia Abercromby, полное имя до замужества Julia Janet Georginana Haldane-Duncan; 1840—1915) — английская аристократка (баронесса) и художница.

## Биография
Родилась 24 января 1840 года в Неаполе, Италия. Её отцом был виконт Adam Haldane-Duncan, 2nd Earl of Camperdown, мать — Juliana Cavendish Philips, была дочерью сэра George Philips, 2nd Baronet. У Джулии был брат Robert Haldane-Duncan, 3rd Lord Camperdown.

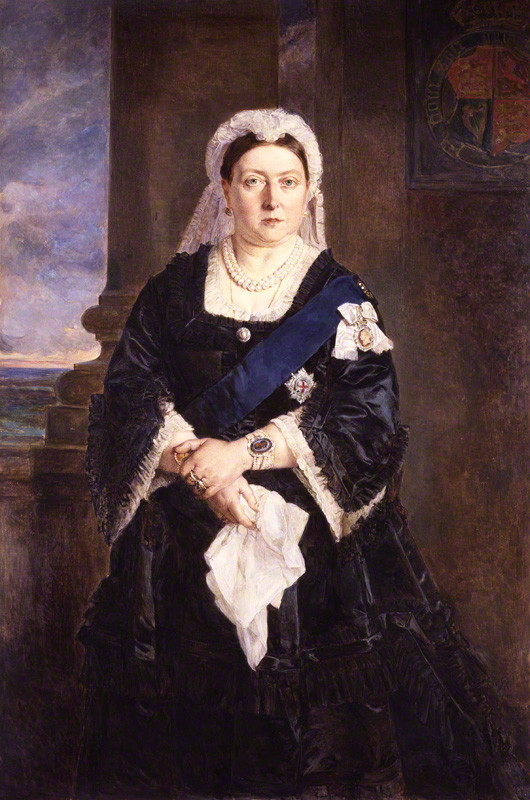
Портрет королевы Виктории, 1883 год

Эберкромби была леди опочивальни (англ. Lady of the Bedchamber) королевы Виктории с апреля 1874 по март 1885 года. За заслуги перед королевой она была удостоена Королевского Ордена Виктории и Альберта третьего класса.
В 1867 году лондонская Национальная портретная галерея обратилась к Эберкомби с просьбой создать портрет королевы и ее супруга, принца-консорта Альберта. Портрет Альберта был выполнен и отправлен принцу в короткий срок. Портрет королевы был выполнен гораздо позже, в 1883 году в акварели, на основании оригинальной работы Генриха фон Ангели.
В 1898 году Эберкомби выставлялась в Королевской академии, где представила портрет Бенджамина Джоуитта, который дружил с Джулией и её братом Robert Haldane-Duncan, 3rd Earl of Camperdown.
Умерла в 1915 году в собственном доме Camperdown House в Данди, Шотландия.
6 октября 1858 года вышла замуж за Джорджа Эберкомби (англ. George Abercromby, 4th Baron Abercromby), детей не имела.
Работы Джулии Эберкромби находятся в британских коллекциях — Национальной портретной галерее, в оксфордском Баллиол-колледже и в Британском Королевском военно-морском колледже (англ. Britannia Royal Naval College).